# マリーア・ピア・ディ・サヴォイア (1934-)
マリーア・ピア・ディ・サヴォイア（Maria Pia di Savoia, 1934年9月24日 - ）は、イタリアの旧王族。最後のイタリア王ウンベルト2世の長女。

## 略歴
ウンベルト2世とその妻マリーア・ジョゼ王妃の間の第1子、長女として生まれた。1946年の王制廃止後は、母や弟妹と一緒にスイスに亡命した。1955年2月12日に父王の隠遁所のあるカスカイスにおいて、ユーゴスラビア王子アレクサンダル・パヴロヴと結婚し、間に2組の双子をもうけた。2人は1967年に離婚した。2003年5月16日にマナラパンにおいて、ブルボン＝パルマ公子ミシェルと再婚した。

## 子女
最初の夫との間に4人の子女をもうけた。
- ディミトリ・ウンベルト・アントン・ペータル・マリア（英語版）（1958年 - ）
- ミハイロ・ニコラ・パヴレ・ジョルジェ・マリア（英語版）（1958年 - ）
- セルゲイ・ウラディミル・エマヌイル・マリア（1963年 - ）
- イェレナ・オルガ・リディア・タマラ・マリア（1963年 - ）